# Aleksiej Musin-Puszkin (1744–1817)
Aleksiej Iwanowicz Musin-Puszkin (ros. Алексе́й Ива́нович Муси́н-Пу́шкин ur. 27 marca 1744 w Moskwie, zm. 13 lutego 1817 w Petersburgu) – rosyjski polityk, historyk, kolekcjoner sztuki.
W latach 1791–1797 był oberprokuratorem Świątobliwego Synodu Rządzącego, a w latach 1794–1797 prezesem Akademii Sztuk Pięknych w Petersburgu. W 1795 odkrył w archiwum eparchii jarosławskiej rękopis Słowo o wyprawie Igora.
W 1780 odznaczony Orderem Świętego Stanisława. Hrabia od 1798.